# Piłaki Małe
Piłaki Małe (niem. Klein Pillacken, 1923–1945 Lindenwiese) – wieś w Polsce położona w województwie warmińsko-mazurskim, w powiecie węgorzewskim, w gminie Budry.
Wieś została założona przez mężczyznę o imieniu Maciej na ziemi zakupionej w 1553 roku.
W latach 1975–1998 miejscowość administracyjnie należała do województwa suwalskiego.